# Étoges
Étoges és un municipi francès, situat al departament del Marne i a la regió del Gran Est. L'any 2007 tenia 298 habitants.

## Demografia

### Població
El 2007 la població de fet d'Étoges era de 298 persones. Hi havia 131 famílies, de les quals 37 eren unipersonals (16 homes vivint sols i 21 dones vivint soles), 45 parelles sense fills, 45 parelles amb fills i 4 famílies monoparentals amb fills.
La població ha evolucionat segons el següent gràfic:
Habitants censats

### Habitatges
El 2007 hi havia 161 habitatges, 132 eren l'habitatge principal de la família, 16 eren segones residències i 13 estaven desocupats. 132 eren cases i 28 eren apartaments. Dels 132 habitatges principals, 86 estaven ocupats pels seus propietaris, 33 estaven llogats i ocupats pels llogaters i 12 estaven cedits a títol gratuït; 1 tenia una cambra, 6 en tenien dues, 17 en tenien tres, 34 en tenien quatre i 73 en tenien cinc o més. 104 habitatges disposaven pel capbaix d'una plaça de pàrquing. A 51 habitatges hi havia un automòbil i a 61 n'hi havia dos o més.

### Piràmide de població
La piràmide de població per edats i sexe el 2009 era:
| Homes | Edats   | Dones |
| ----- | ------- | ----- |
| 0     | 95 o +  | 0     |
| 0     | 90 a 94 | 0     |
| 0     | 85 a 89 | 8     |
| 0     | 80 a 84 | 4     |
| 12    | 75 a 79 | 12    |
| 4     | 70 a 74 | 8     |
| 4     | 65 a 69 | 4     |
| 8     | 60 a 64 | 8     |
| 4     | 55 a 59 | 4     |
| 12    | 50 a 54 | 0     |
| 20    | 45 a 49 | 24    |
| 4     | 40 a 44 | 8     |
| 12    | 35 a 39 | 12    |
| 8     | 30 a 34 | 12    |
| 4     | 25 a 29 | 8     |
| 4     | 20 a 24 | 4     |
| 8     | 15 a 19 | 8     |
| 8     | 10 a 14 | 20    |
| 4     | 5 a 9   | 8     |
| 0     | 0 a 4   | 8     |

## Economia
El 2007 la població en edat de treballar era de 191 persones, 169 eren actives i 22 eren inactives. De les 169 persones actives 160 estaven ocupades (87 homes i 73 dones) i 8 estaven aturades (5 homes i 3 dones). De les 22 persones inactives 9 estaven jubilades, 8 estaven estudiant i 5 estaven classificades com a «altres inactius».

### Ingressos
El 2009 a Étoges hi havia 151 unitats fiscals que integraven 350 persones, la mediana anual d'ingressos fiscals per persona era de 19.466 €.

### Activitats econòmiques
Dels 24 establiments que hi havia el 2007, 4 eren d'empreses alimentàries, 1 d'una empresa de construcció, 5 d'empreses de comerç i reparació d'automòbils, 2 d'empreses de transport, 2 d'empreses d'hostatgeria i restauració, 1 d'una empresa financera, 1 d'una empresa immobiliària, 3 d'empreses de serveis i 5 d'entitats de l'administració pública.
Dels 4 establiments de servei als particulars que hi havia el 2009, 1 era una gendarmeria, 1 oficina de correu, 1 restaurant i 1 agència immobiliària.
Dels 2 establiments comercials que hi havia el 2009, 1 era una botiga de més de 120 m² i 1 una botiga de menys de 120 m².
L'any 2000 a Étoges hi havia 47 explotacions agrícoles que ocupaven un total de 1.128 hectàrees.

## Equipaments sanitaris i escolars
L'únic equipament sanitari que hi havia el 2009 era una farmàcia.

## Poblacions més properes
El següent diagrama mostra les poblacions més properes.